# Oyenbrugmolen
De Oyenbrugmolen is een van de vijf watermolens aan de Maalbeek in de Vlaams-Brabantse gemeente Grimbergen. De molen heeft een 17e-eeuwse kern en is genoemd naar de familie Van Oyenbrugghe. De eerste vermelding van een watermolen in de heerlijkheid van Oyenbrugghe dateert uit 1397.
De molen is sinds 1980 beschermd. Anno 2015 wordt hij weer maalvaardig hersteld. Daarbij zal ook elektrische stroom worden opgewekt uit de waterkracht van de Maalbeek.
Vlakbij ligt het vliegveld Grimbergen.